# فانيا سميليانيتش
فانيا سميليانيتش (بالإنجليزية: Vanja Smiljanic)‏ مواليد 27 يناير 1990، هي لاعبة كرة يد أسترالية. مثلت منتخب أستراليا لكرة اليد للسيدات.

## سجل المنافسة
شاركت في البطولات التالية:
- بطولة العالم لكرة اليد للسيدات 2013